# Conjunto Empart de Ñuñoa
El Conjunto Empart, denominado oficialmente Complejo Habitacional Salvador y Ampliación Ñuñoa, es un conjunto arquitectónico ubicado en la Avenida Grecia, en la comuna de Ñuñoa, ciudad de Santiago, Chile. Obra del arquitecto Enrique Pérez Casteblanco, fue inaugurado en 1948 como viviendas para los socios de la Caja de Previsión de Empleados Particulares (EMPART). Fue declarado Monumento Nacional de Chile, en la categoría de Zona Típica, mediante el Decreto nº 377, del 14 de septiembre de 2010.

## Historia
La Caja de Previsión de Empleados Particulares (EMPART) compró unos terrenos de la antigua Chacra Lo Encalada, para ofrecer un proyecto habitacional para sus socios en calidad de arriendo, que fue encargado al arquitecto Enrique Pérez Castelblanco. Las obras de construcción comenzaron en 1945, y en el año 1948 comenzaron a ser habitados. El conjunto fue uno de los primeros conjuntos habitacionales de bloques de la comuna de Ñuñoa.
Parte importante de los primeros habitantes del conjunto fueron contadores de EMPART, así como también algunos de los seleccionados para habitar desistieron de la opción trasladándose a otro conjunto de EMPART, ubicado en Seminario con Avenida Providencia.

## Descripción
Está ubicado en la comuna de Ñuñoa, en la Avenida Grecia, en el cuadrante formado al norte por la calle Suárez Mujica, al oriente Avenida Salvador, al sur Avenida Sur y al poniente Lo Encalada, que forman un terreno de 61.173,84 metros cuadrados. Aquí se levantan 27 bloques en los que hay 45 pabellones de 4 pisos, con 414 unidades habitacionales y 12 locales comerciales; sus muros son de cadenas de hormigón y albañilería y las losas de concreto; las cubiertas de cuatro aguas de tejas tipo Marsellesa se sostienen en cerchas de roble pellín.
Los edificios están dispuestos según la geometría que determina el paso de la Avenida Grecia por el cuadrante.
Una de las principales cualidades del Conjunto radica en la calidad espacial de sus recintos y sus estrategias naturales de confort. Esto se aprecia, por ejemplo, en que cuenta con 2,5 hectáreas de áreas verdes que brindan sombra, aire y humedad a cada una de las viviendas; como volúmenes, los bloques se orientan hacia el norte y oriente, lo que garantiza el soleamiento continuo en el transcurso del día. En este parque interior que posee cada uno de los 4 sectores que componen el Conjunto se encuentran diferentes especies de árboles entre los que se cuentan: acacios, arces nugundo, algarrobos, aromos, pinos chilenos, araucarias, gomeros, laureles; frutales como paltos, mandarinos, naranjos, limoneros, manzanos, damascos, ciruelos, caquis, nísperos; arbustos y plantas de flor como hortensias, calas, alelíes, cardenales, fucsias, flor del pájaro, lilas, entre muchas otras.
Existen 10 tipologías diferentes de edificios, algunos de los cuales poseen el mismo programa solo que en él hay variaciones en cuanto a la cantidad de vanos y balcones. Algunos Pabellones poseen 2 y otros 3 departamentos por piso en cada bloque y a su vez estos componen edificios de 1, 2 y 3 bloques. Los edificios aislados  que se ubican en las esquinas son los únicos que contienen comercio dentro del conjunto (4  locales comerciales y un departamento de 2 ambientes en el primer piso). El sencillo y atinado tratamiento de éstos, situación complicada debido a la diagonal Av. Grecia, ha sido resuelto con edificios de esquina curvos y cóncavos, jerarquizando así el espacio y los volúmenes, generando un cierre a los bloques y favoreciendo la contención del parque y la diferenciación de presiones que producen la ventilación del Conjunto.

## Curiosidades
En octubre del año 1945 la Caja de Previsión de Empleados Particulares da el vamos al proyecto Pelantaro en Concepción, el que consiste en la construcción de 4 bloques de edificios de 72 deptos., proyectada con los planos del Conjunto Habitacional Salvador en Ñuñoa. Solucionando así sensiblemente la escasez de viviendas de la ciudad penquista de la época, situación agudizada tras el terremoto de 1939.
Es así como el Conjunto EMPART de Ñuñoa tiene una edificación gemela en la ciudad capital de la Región del Bío Bío, dicho Conjunto tiene 2 tipos de edificios de las 10 tipologías que existen en Ñuñoa, además su color es amarillo ocre desde su construcción, mientras que el Conjunto Empart de Ñuñoa siempre han sido rojo colonial.
El 26 de diciembre de 1981, el poeta Rodrigo Lira se suicidó en su departamento #22 de la Avenida Grecia #907.